# João José Vianna
João José Vianna, detto Pipoka (Brasilia, 15 novembre 1963), è un ex cestista brasiliano, professionista in Brasile e nella NBA.

## Carriera
Con il Brasile ha disputato tre edizioni dei Giochi olimpici (Seul 1988, Barcellona 1992, Atlanta 1996), quattro dei Campionati mondiali (1986, 1990, 1994, 1998) e cinque dei Campionati americani (1988, 1989, 1992, 1993, 1995).